# Klaus-Peter Schulze (Ingenieur)

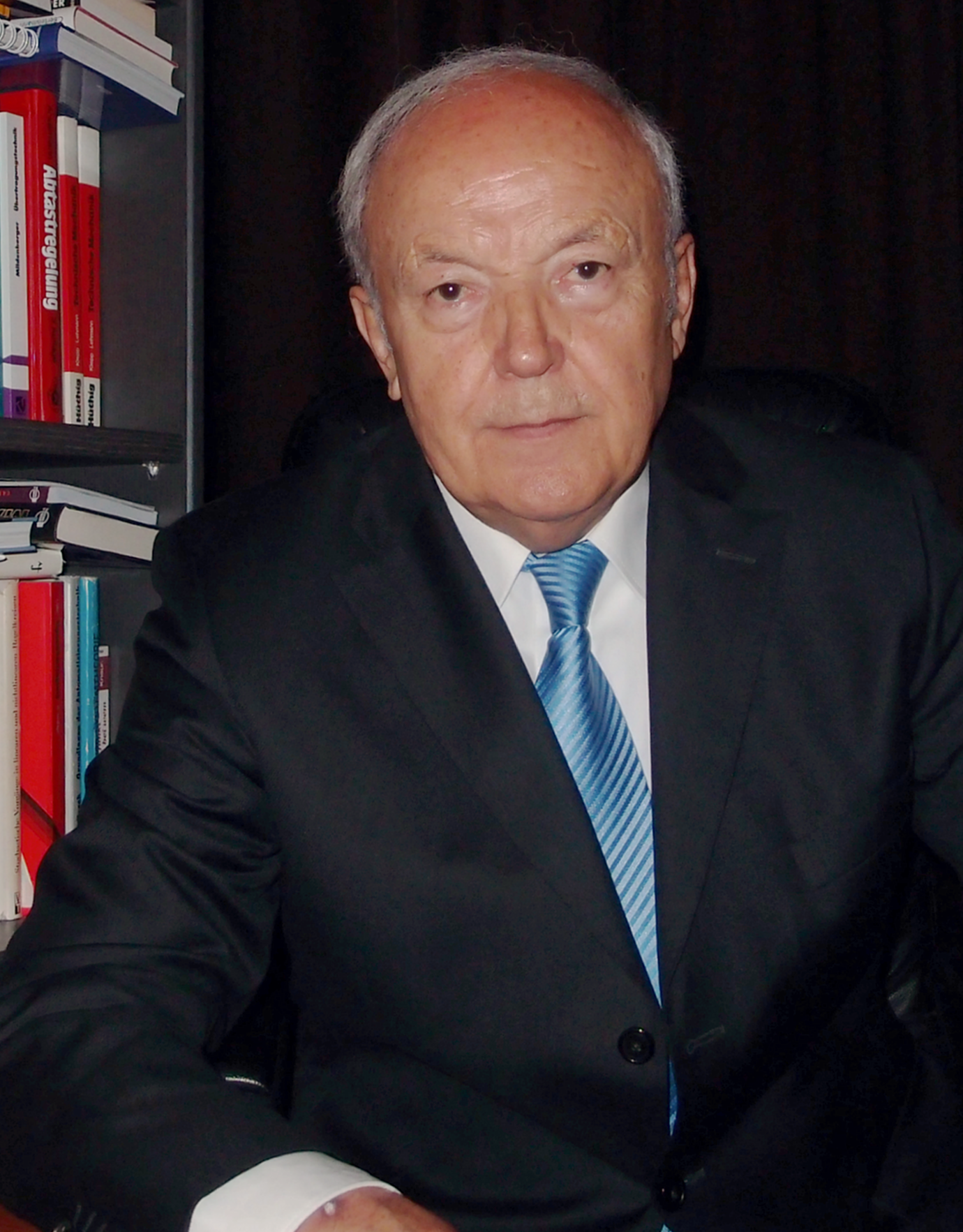
Klaus-Peter Schulze (2019)

Klaus-Peter Schulze (* 7. Dezember 1939 in Garz (Havelberg)) ist ein deutscher Ingenieur und Professor für Systemtheorie sowie Prozessanalyse.

## Werdegang
Klaus-Peter Schulze wurde als zweiter Sohn des Polsterer- und Sattlermeisters Otto Schulze (1906–1988) und seiner Ehefrau Margarete Schulze, geb. Schultz (1912–1997) in Garz an der Havel im damaligen Kreis Havelberg geboren. Seit dem vierten Lebensjahr lebte er bei Pflegeeltern, dem älteren Bruder des Vaters, dem Polsterer- und Sattlermeister Wilhelm Schulze (1894–1966) und seiner Ehefrau Eliese Schulze, geb. Ruthz (1896–1976) in Baben, dem damaligen Kreis Osterburg (Altmark). Von 1946 bis 1954 Besuch der Grundschule in Baben, ab 1954 der Mittelschule im Nachbarort Goldbeck und im Anschluss daran Besuch der Oberschule in der Kreisstadt Osterburg.

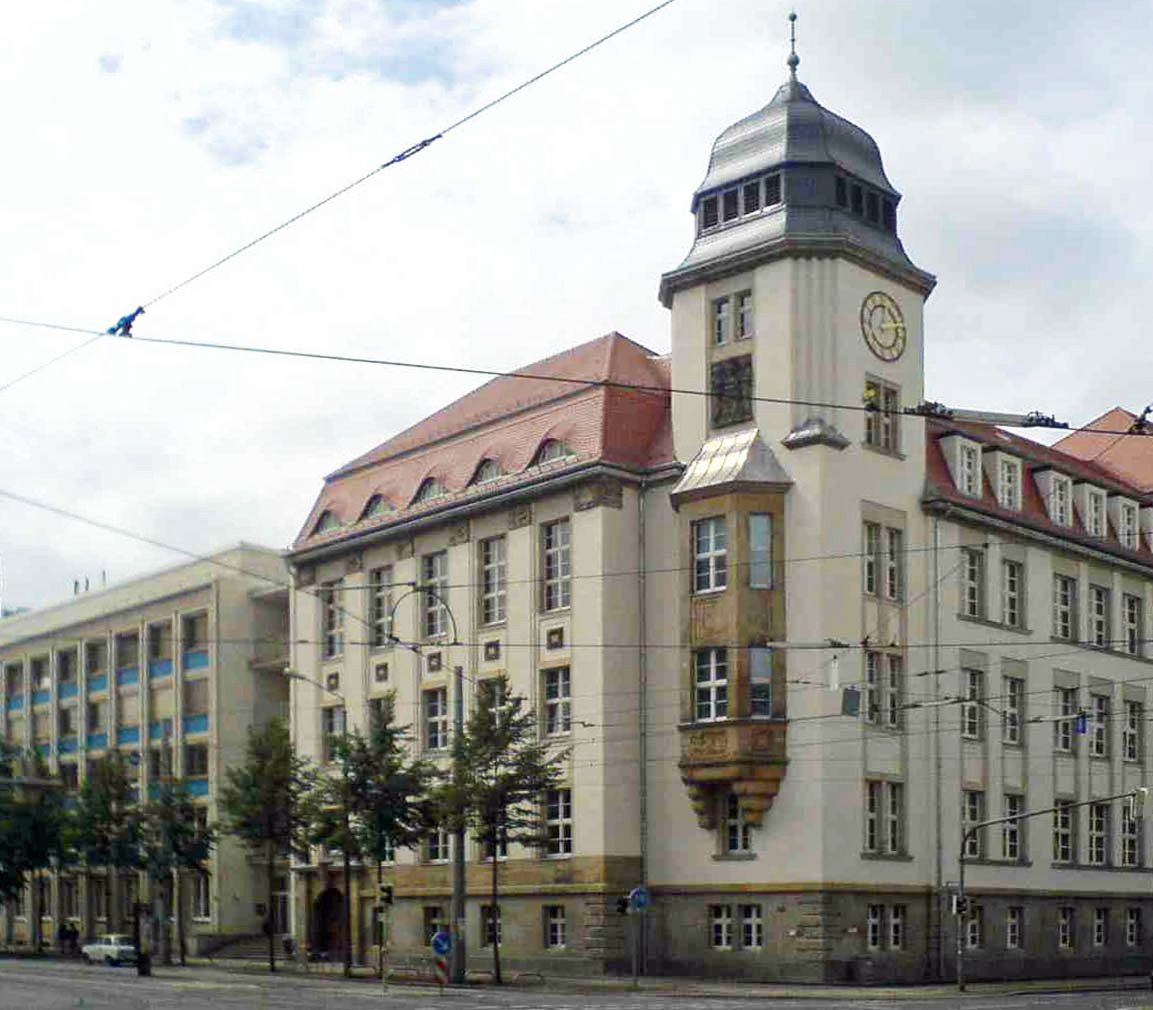
Leipzig, Karl-Liebknecht-Straße 132, ehemaliger Hauptsitz der Hochschule für Bauwesen, seit 1977 der TH Leipzig, seit 1992 HTWK-Hauptsitz (Geutebrück-Bau)

Nach dem Abitur 1958 leistete er als Voraussetzung für die Aufnahme eines Baustudiums ein praktisches Jahr bei der Bau-Union Leipzig als Bauhilfsarbeiter und Baumaschinist im Chemiewerk Böhlen (Sachsen) im Süden von Leipzig. Daran anschließend folgte von 1959 bis 1965 das Studium an der Hochschule für Bauwesen Leipzig, der späteren Technischen Hochschule Leipzig. 1965 erwarb er den akademischen Grad Diplom-Ingenieur (Dipl.-Ing.) in der Fachrichtung Ingenieurbau (Verantwortliche Hochschullehrer: Rektor Otto-Heinrich Ledderboge; Fachrichtungsleiter Unger).
K.P. Schulze ist seit 1984 in zweiter Ehe mit der Diplom-Volkswirtin Isolde Schulze (* 1950), geb. Reimann, verheiratet. Das Ehepaar hatte zwei Töchter aus jeweils ersten Ehen, die Juristin Ulrike-Andrea Tillig (* 1969), geb. Schulze, und Franciska Pippig (1984–2011).

## Berufliches Wirken und wissenschaftliche Entwicklung

### In der Bauindustrie in Magdeburg und Berlin
Nach Abschluss des Studiums (1965) arbeitete K.P. Schulze als wissenschaftlicher Mitarbeiter und später Fachgruppenleiter in der Versuchs- und Entwicklungsstelle des Straßenwesens in Magdeburg, hier in der Fachgruppe Konstruktion und Messtechnik. Diese Versuchs- und Entwicklungsstelle hatte einen zweiten Standort in Berlin mit den fachlichen Schwerpunkten Modellstatik für Brückenbauten, Bodenmechanik sowie betriebswirtschaftliche Belange. K.P. Schulze beschäftigte sich in Magdeburg neben allgemeinen bautechnischen Problemen u. a. mit der Materialprüfung von Baustoffen, der messtechnischen Aufbereitung und Automatisierung von Prüfprozessen sowie speziellen messtechnischen und regelungstechnischen Problemen aus der Bauindustrie. Gegenstand waren sowohl die Perfektionierung von Routineprüfungen als auch die Entwicklung völlig neuer Berechnungs- und Untersuchungsmethoden.
Durch fachliche Kontakte zwischen dem Dienststellenleiter Professor Nikolaus Ewers und dem Institutsdirektor für Mess-, Steuerungs- und Regelungstechnik Heinrich Wilhelmi an der Technischen Hochschule „Otto von Guericke“ Magdeburg ergab sich für K.P. Schulze das Sonderangebot eines Teilstudiums für Messtechnik im Umfang von vier Semestern, als Teilfernstudium geführt, im Zuschnitt individuell festgelegt. Dieses Teilstudium umfasste nicht nur messtechnische, sondern auch zum Fachgebiet Regelungstechnik gehörende Lehrangebote. Die neu erworbenen Spezialkenntnisse konnten in vielen Fällen in direkter Form für aktuelle Forschungsprojekte der Versuchs- und Entwicklungsstelle sowie entsprechende Veröffentlichungen genutzt werden. Gleichzeitig ergab sich daraus ein aktuelles Thema für eine Doktorarbeit auf dem Gebiet der Prüfung bituminöser Baustoffe unter Dauerbelastung durch Anwendung systemtheoretischer Methoden.
Aufgrund fachlicher Neuorientierung in den beiden Standorten der Versuchs- und Entwicklungsstelle Magdeburg und Berlin erfolgte ein Wechsel von Magdeburg zum Standort Berlin (dem späteren Verkehrsinstitut Berlin) zur Fachgruppe Messtechnik in der Außenstelle Neuenhagen am Stadtrand von Berlin. Beschäftigt hat sich K.P. Schulze dort mit Problemen der Bodenmechanik sowie der Dimensionierung von Betonplatten unter dynamischen Belastungen bei inhomogenen Untergrundbedingungen. Da auch hierbei wiederum messtechnische Probleme eine große Rolle spielten, setzte er von Berlin aus sein Teilstudium an der TH Magdeburg fort.
In dieser Zeit war ein allgemeines Interesse seitens der Bauindustrie zu spüren, mess- und automatisierungstechnische Verfahren vorteilhaft zu nutzen, wie z. B. die Regelung des optimalen Wasser-Zement-Faktors (W/Z-Faktors) bei Betonmischmaschinen in Form einer Extremwert-Regelung. Entsprechend diesem Trend erhielt K.P. Schulze von der 1968 neu gegründeten Sektion Technische Kybernetik und Elektrotechnik (Gründungsdirektor: Heinz Töpfer) der TH Magdeburg das Angebot, seine als Teilstudium begonnene Sonderqualifizierung zu einem Vollstudium mit Abschluss als Dipl.-Ing. für Regelungstechnik zu erweitern. Verbunden war dies mit einem attraktiven Stellenangebot in der betreffenden Sektion mit der Möglichkeit zur Promotion. Der Wechsel Ende 1970 wiederum nach Magdeburg mit anderer Zielstellung erfolgte schließlich auch im Einvernehmen mit der bisherigen Dienststelle in der Erwartung, irgendwann im Grenzgebiet zwischen Bauwesen und Automatisierungstechnik effektiv wirksam zu werden.

### An der TH „Otto von Guericke“ Magdeburg

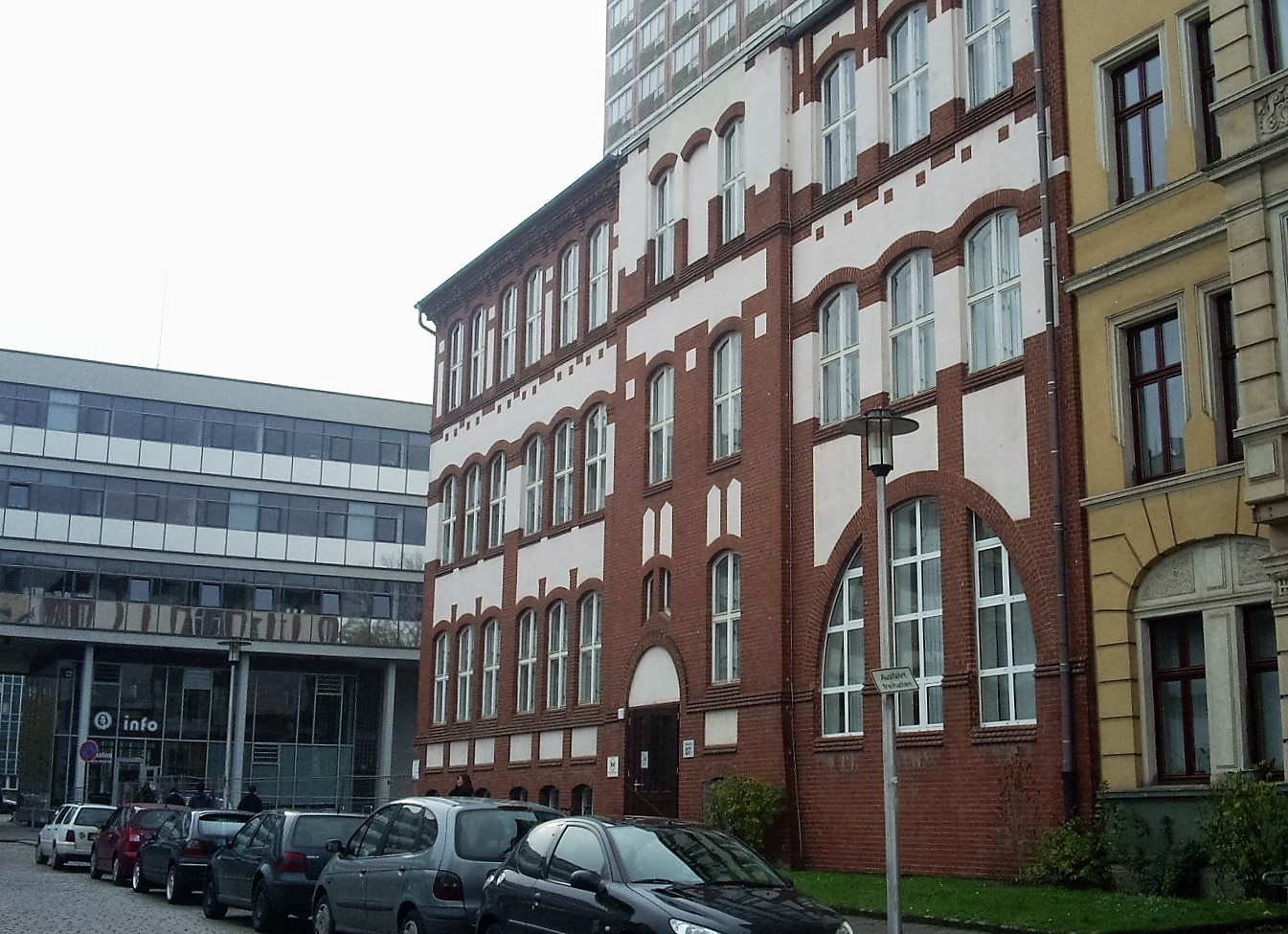
Campus Magdeburg, traditioneller Sitz des Instituts für Regelungs-/ Automatisierungstechnik (im Hintergrund das Fakultätsgebäude "Elektrotechnik und Informationstechnik")

Ausgewählte Einzelheiten zu seinem Wirken an der Technischen Hochschule „Otto von Guericke“ Magdeburg:
- Wissenschaftlicher Mitarbeiter seit Dezember 1970 am Lehrstuhl von Heinz Töpfer, der von 1968 bis 1972  Gründungsdirektor der Sektion Technische Kybernetik und Elektrotechnik war und danach Leiter des Wissenschaftsbereiches Regelungstechnik und Prozesssteuerung.  Ab Frühjahr 1979 wissenschaftlicher Oberassistent (nach der 1978 erfolgten Umberufung von H. Töpfer in der  Nachfolge von Heinrich Kindler an die TU Dresden am Lehrstuhl seines Magdeburger Nachfolgers Ulrich Korn);
- Forschung und Lehre vorrangig auf den Gebieten Prozessanalyse und Systemtheorie;
- 1971 Abschluss seines Fernstudiums Regelungstechnik an der TH Magdeburg mit einer Diplomarbeit über Extremal- und Adaptivregelungen;
- 1975 Promotion zum Doktoringenieur (Dr.-Ing.) mit der Dissertation „Beitrag zur Adaption in Mehrgrößenregelungen“[1]
- 1977 Facultas Docendi als Lehrbefähigung für das Fachgebiet Regelungstechnik im Rahmen eines entsprechenden Verfahrens erworben, wobei er als Voraussetzung insbesondere eine Fachvorlesung und einen Fachvortrag sowie einen hochschulpädagogischen Qualifizierungslehrgang absolviert hat;
- 1979 Habilitation mit der Arbeit „Beitrag zur Anwendung des Prinzips der Adaption und des Entwurfs nach der Empfindlichkeit in Mehrgrößenregelungen“[2]
- In seiner mehr als 10 Jahre währenden Zeit an der TH Magdeburg (Ende 1970 bis Anfang 1981) sind im Ergebnis mehrjähriger Untersuchungen auf dem Gebiet des Entwurfes und der Realisierung von zeitvariablen Systemen – insbesondere unter Berücksichtigung von Prozessen mit unvorhersehbaren Parametern – zahlreiche Fachveröffentlichungen entstanden. Dazu zählen sowohl Zeitschriftenaufsätze, Beiträge zu nationalen und internationalen Tagungen sowie Sonderdrucke.

Diese Forschungsarbeiten bildeten zugleich eine praktische Grundlage für die spätere Buchveröffentlichung „Entwurf von Adaptivsystemen – eine Darstellung für Ingenieure“, gemeinsam mit Klaus-Jürgen Rehberg von der Akademie der Wissenschaften in Dresden. Es handelt sich dabei um eine Monographie mit Lehrbuchcharakter, die in Fachzeitschriften eine sehr positive Resonanz gefunden hat. K.P. Schulze hat es als federführender Autor verstanden, dieses anspruchsvolle Fachgebiet systematisch aufzubereiten und erstmals in Buchform darzustellen. Daher ist auch eine Übersetzung ins Russische erfolgt, die 1992 in Moskau erschienen ist.

### An der TH und HTWK Leipzig

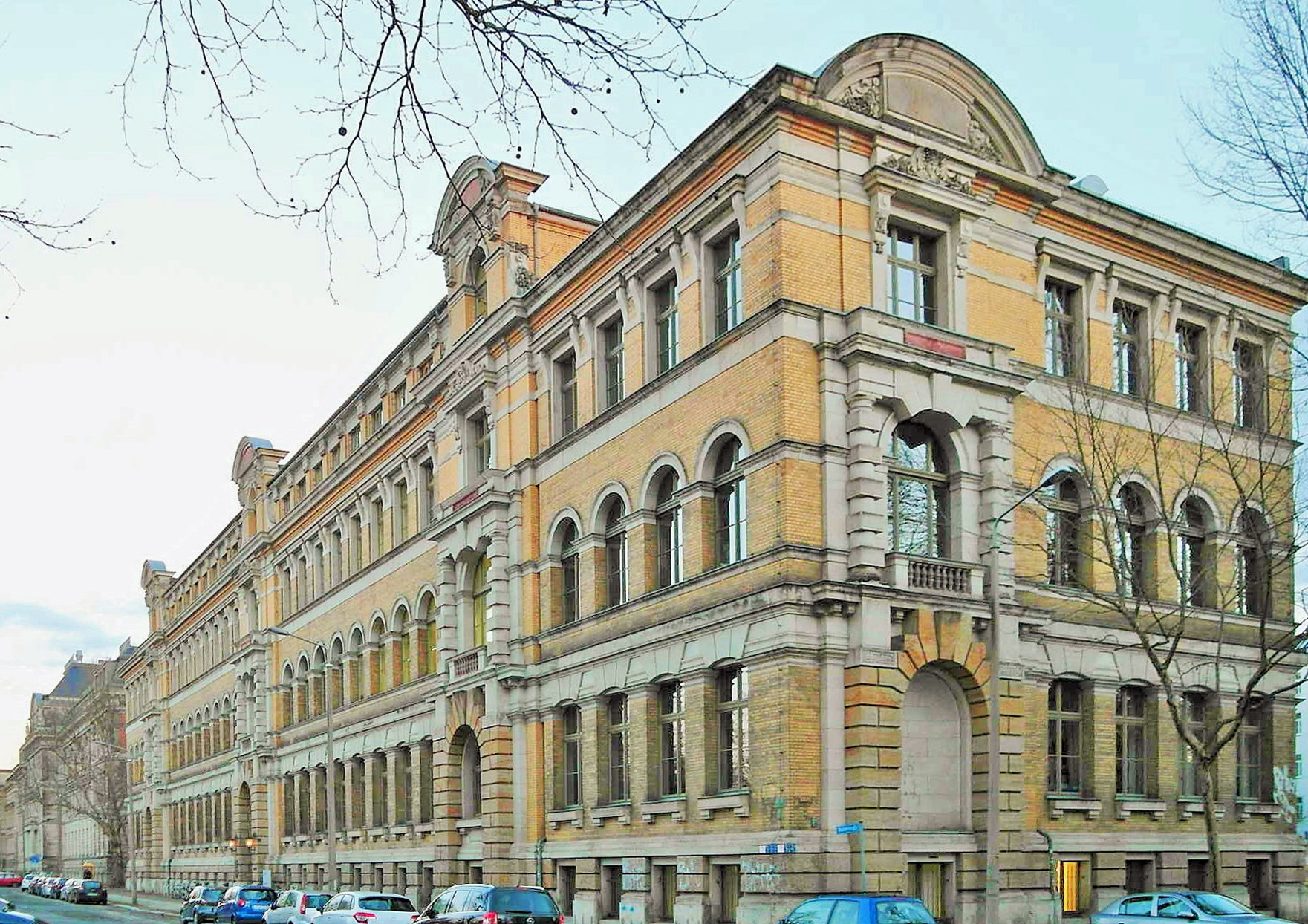
Leipzig, Wächterstraße 13, ehemaliges Gebäude der TH Leipzig für die beiden Sektionen Automatisierungsanlagen und Elektroenergieanlagen, heute Wiener-Bau: Fakultätsgebäude der HTWK Leipzig (errichtet von dem Architekten Hugo Licht)

Mit Wirkung vom Februar 1981 erfolgte durch den Minister für Hoch- und Fachschulwesen Hans-Joachim Böhme die Berufung von K.P. Schulze zum Hochschuldozenten für Prozessanalyse an die Technische Hochschule Leipzig (entsprach C3-Professor). In der Sektion Automatisierungsanlagen der TH Leipzig (Direktor: Werner Richter), im Wissenschaftsbereich „Regelungstechnik und Systemtheorie“ (Bereichsleiter: Herbert Ehrlich) war er in der Lehre verantwortlich für die Fachgebiete „Analyse und Modellierung von Prozessen“, „Analyse komplexer Systeme“ und „Entwurf von Adaptiven Systemen“. Schließlich ergab sich auch hier wieder eine erste Berührung mit dem Bauwesen durch die Lehrveranstaltung „Grundlagen der Automatisierungstechnik“ für den Studiengang Bauingenieurwesen. Zu späterer Zeit erweiterte sich das Angebot noch speziell auf „Analyse und Entwurf der Automatisierung mechanischer Systeme“. Dabei ergab sich zwangsläufig die Beschäftigung mit dem zu dieser Zeit sehr intensiv betriebenen Forschungsgebiet Mechatronik, so dass K.P. Schulze erstmals an der TH Leipzig die Vorlesung „Mechatronische Systeme – Grundlagen“ sowohl für die Studienrichtung Automatisierungstechnik als auch für Maschinenbau angeboten hat.
Seine Schwerpunkte auf dem Gebiet der Forschung waren vor allem:
- Adaptive Systeme mit den beiden Hauptrichtungen:
  - Realisierung von einfachen Algorithmen mit Mikrorechnerreglern auf der Basis eines für den Anwender gut ingenieurmäßig aufbereiteten Entwurfs,
  - Entwurf leistungsfähiger anspruchsvoller Algorithmen im Hinblick auf die Erfüllung besonders hoher Güteforderungen.
- Prozessanalyse/Modellierung:
  - Spezielle Identifikationsverfahren, die besonders vorteilhaft bei zeitvarianten Prozessen eingesetzt werden können (Echtzeitverfahren, z. B. für Adaptivsysteme),
  - Seit Beginn der Ausbildung in der Vertiefungsrichtung Bauautomatisierung (1985) verstärkt auch die Modellierung von Anlagen und Maschinensystemen der Bauindustrie.
- Vertragsforschung mit der Industrie; bearbeitet wurden Probleme, die mit der Anwendung von Ergebnissen aus den Hauptforschungsrichtungen in Verbindung standen:
  - Theoretische und experimentelle Untersuchungen an Teilprozessen einer Wanneneinheit in einem Werk zur Glasseidenherstellung (Glasseidenwerk Oschatz),[3]
  - Modellierung von Bauprozessen im Rahmen eines Komplexthemas „Computerintegriertes Bauen“ (seit 1988).

Ergebnisse seiner Forschungstätigkeit wurden in vielen Fachartikeln, Forschungsberichten und Vorträgen auf nationalen und internationalen Tagungen publiziert. Darüber hinaus hat er zahlreiche wissenschaftliche Tagungen verantwortlich vorbereitet und damit maßgeblich zum Gelingen dieser wissenschaftlichen Veranstaltungen beigetragen. Er war Vorsitzender der Vorbereitungskommission von drei Internationalen Wissenschaftlichen Konferenzen (IWK) „Anlagenautomatisierung“ in den Jahren 1983, 1986 und 1990 an der TH Leipzig.
Im Erneuerungsprozess der Wendezeit (seit 1989) und nach der Wiedervereinigung Deutschlands hat sich K.P. Schulze engagiert für die Beibehaltung und Neuformierung der wissenschaftlichen Ingenieurausbildung in Leipzig eingesetzt. Dies betrifft seine Mitarbeit als Mitglied des Vorstandes im VDI-Bezirksverein Leipzig und der Ingenieurkammer Sachsen sowie die durch ihn geknüpften Verbindungen zum Fachausschuss „Adaptive Systeme“ der VDI/VDE-Gesellschaft Mess- und Automatisierungstechnik (GMA). In gleicher Weise ist seine vorwärtsdrängende Mitarbeit im Deutschen Hochschulverband (DHV) erfolgt, dessen Pressesprecher der Landesgruppe Sachsen er war.
In dieser hochschulpolitisch sehr dynamischen Zeit hat K.P. Schulze insbesondere als Prorektor für Bildung der TH Leipzig (1990/91) die zukünftige Entwicklung der Hochschule aktiv mitgestaltet. Er entwickelte vielfältige Initiativen zur Umgestaltung seiner Hochschule und des Hochschulwesens in Sachsen. Zu nennen sind hier vor allem auch seine persönlichen Beiträge zur Gestaltung der Hochschullandschaft in Sachsen und zur effizienten Einordnung der TH Leipzig in zukünftige Hochschulstrukturen. Dies erfolgte in Verbindung mit konkreten Vorschlägen und Stellungnahmen an das Sächsische Staatsministerium für Wissenschaft und Kunst (SMWK) sowie an die Strukturkommission des Freistaates Sachsen. Dabei gelang es K.P. Schulze, maßgebliche Gremien der Industrie, wie die Industrie- und Handelskammer (IHK) in Leipzig, die Ingenieurkammer Sachsen sowie neu im Raum Leipzig angesiedelte Firmen unterstützend in diese konzeptionellen Arbeiten einzubeziehen.
Im Jahr 1992 wurde K.P. Schulze als Professor für Systemtheorie und Prozessanalyse an die Hochschule für Technik, Wirtschaft und Kultur (HTWK) Leipzig, Institut für Mess-, Steuerungs- und Regelungstechnik berufen. Die HTWK Leipzig, 1992 als juristisch selbständige Institution gegründet (Gründungsrektor: Klaus Steinbock), kann de facto als Nachfolgerin der TH Leipzig mit leicht eingeschränkten Rechten betrachtet werden. Die Schließung von fünf der insgesamt acht vorhandenen Technischen Hochschulen in Sachsen hatte zu dieser Zeit in erster Linie finanzpolitische Gründe, nachdem mit der Wiedervereinigung alle Universitäten und Hochschulen in die Länderverantwortung übergegangen waren. Die Schließung der TH Leipzig erfolgte über einen Zeitraum von 1992 bis 1996, um alle universitären Studiengänge planmäßig vor Ort abschließen zu können. Dies bedeutete, dass TH-Studiengänge parallel zu HTWK-Studiengängen in den vorhandenen örtlichen Gegebenheiten zu betreuen waren. In dieser Zeit kam der habilitierte Professor K.P. Schulze verstärkt zum Einsatz, um Diplomverfahren sowie laufende Promotionen ordnungsgemäß durchführen und abschließen zu können.
In dieser nicht ganz einfachen Übergangszeit waren in Forschung und Lehre vor allem Flexibilität und Einsatz gefragt. Die fachlichen Schwerpunkte von K.P. Schulze konnten im Wesentlichen erhalten und später sogar erweitert werden. Die Ende der 1980er Jahre verstärkt interdisziplinär angedachte und in der Ausbildung begonnene „Bauautomatisierung“, die bereits Anfang der 1990er Jahre einen ersten Absolventenjahrgang hervorgebracht hatte, wurde aber erst einmal „auf Eis gelegt“. Die Bauindustrie befasste sich damals vordergründig mit anderen Problemen.
Der Entwurf mechatronischer Systeme hat in der Folgezeit sein größeres Interesse gefunden. Daneben gab es aber auch Fachgebiete, die als potenzielle Anwendungsfelder von adaptiven und robusten Systemen eingeschätzt wurden. Dazu zählen z. B. die Robotik, die Analyse und Modellierung biotechnologischer Prozesse, der Einsatz der Wasserstofftechnologie sowie ausgewählte Themen aus dem Bereich Erneuerbare Energien in Verbindung mit systemtheoretischen Ansätzen.
Nach Anfrage des Verlages Pearson Education Deutschland GmbH hat sich K.P. Schulze bereit erklärt, die fachliche Betreuung der Übersetzung des Fachbuches „Modern Control Systems“ von Richard C. Dorf und Robert H. Bishop (10. überarbeitete Auflage) aus dem Amerikanischen ins Deutsche zu übernehmen. Dies war nachvollziehbar, da der Inhalt des Buches auch seinen fachlichen Interessen entsprach. Die deutsche Übersetzung „Moderne Regelungssysteme“ (mit 1168 Seiten) ist im Jahr 2006 erschienen.
In Würdigung seiner Verdienste um die Hochschule erhielt K.P. Schulze auf Beschluss des Senats im Oktober 2008 die Jacob-Leupold-Medaille als höchste Auszeichnung der HTWK. Neben seinen Leistungen in Forschung und Lehre wurde insbesondere auch sein erfolgreicher Einsatz als langjähriger Vorsitzender des Fördervereins der HTWK Leipzig (Nachfolger von Siegfried Altmann) angemessen anerkannt. Diese Aufgabe wurde 2019 vom langjährigen Prorektor für Forschung und zeitweilig amtierenden Rektor der HTWK Markus Krabbes übernommen. Zu den Mitgründern des Fördervereins gehörte auch Jochen Staude, der als Schriftführer des Vorstandes tätig war und für sein 25 Jahre währendes Engagement im Jahre 2020 mit der Albert-Geutebrück-Medaille geehrt wurde.
Im Oktober 2013 erhielt K.P. Schulze als Gründungsmitglied für seinen dauerhaft engagierten Einsatz für den Ingenieurberuf die erstmals verliehene höchste Auszeichnung der Ingenieurkammer Sachsen – die Wackerbarth-Medaille – gemeinsam mit einem weiteren engagierten Gründungsmitglied sowie zusammen mit der TU Dresden als sächsische Exzellenzuniversität und „Ingenieurschmiede“ mit großer Tradition.
K.P. Schulze hat neben seiner fachlichen Arbeit auch immer ein zielgerichtetes hochschulpolitisches Wirken als Daueraufgabe und Dauerpflicht angesehen – und er praktiziert dies anhaltend bis in die Gegenwart.

## Mitgliedschaften und Ehrungen (Auswahl)
- seit Juni 1990 Mitglied des Wissenschaftlichen Rates der TH Leipzig
- seit Juli 1990 Mitglied des Rates des Fachbereiches Automatisierung der TH Leipzig
- seit Oktober 1990 Mitglied  im Verein Deutscher Ingenieure (VDI), Bezirksverein Leipzig, Mitarbeit in Arbeitskommissionen
- Mitglied des Arbeitskreises „Adaptive Systeme“ der VDI/VDE-Gesellschaft Mess- und Automatisierungstechnik (GMA), Düsseldorf und Frankfurt a. M. (Vorsitzender: Heinz Unbehauen, Ruhr-Universität Bochum)
- Mitglied im Deutschen Hochschulverband (DHV)
- Mitglied in der Ingenieurkammer des Freistaates Sachsen
- Mitarbeit in der VDI/VDE-Gesellschaft Mess- und Automatisierungstechnik (GMA), Ausschuss 6.22 "Industrielle Anwendungen komplexer und adaptiver Regelungen"
- Mitglied des Kuratoriums "Förderpreis des VDI Bezirksvereins Leipzig" und Vorsitzender der Preisjury
- seit November 1990 Mitglied des Vorstandes der Ingenieurkammer Sachsen, Vorsitzender der Kommission für Öffentlichkeitsarbeit
- 2008 Jacob-Leupold-Medaille, höchste Auszeichnung der HTWK Leipzig
- 2013 Wackerbarth-Medaille, höchste Auszeichnung der Ingenieurkammer Sachsen, erstmals verliehen.

## Veröffentlichungen (Auswahl)
- Untersuchung von Magerbeton mit zerstörungsfreien Prüfverfahren. Die Straße 7 (1967) H. 2, S. 65–69.
- Erfahrungen bei der zerstörungsfreien Prüfung von weißem Gussasphalt. Die Straße 7 (1967) H. 3, S. 116–118.
- Die Projektierung von Straßen- und Platzbefestigungen aus Zementbeton für Sonderfälle der Belastung. Die Straße 9 (1969) H. 4, S. 183–192 (Teil 1); Die Straße 9 (1969) H. 5, S. 239–246 (Teil 2).
- Beitrag zur Parameteradaption in Mehrgrößenregelungen. Dissertation, Technische Hochschule Magdeburg, Fakultät für technische Wissenschaften, Magdeburg 1975.
- Klaus-Peter Schulze, E. Martin: Adaptive Systeme – Definition und Klassifizierung.  messen, steuern, regeln (msr), Berlin 19 (1976) H. 12, S. 429–430.
- Entwurf von parameteradaptiven Regelungen. Rat für Gegenseitige Wirtschaftshilfe (RGW), Tagung bei der Akademie der Wissenschaften der CSSR, Tagungsband, Prag 1976.
- Entwurf von Mehrgrößenregelungen an Prozessen mit unvorhersehbaren Parameteränderungen. 21. Internationales Wissenschaftliches Kolloquium der TH Ilmenau, Vortragsreihe „Steuerung komplizierter Systeme – Methoden und Anwendungen“, Tagungsband, Ilmenau 1976.
- Parameteradaption in Mehrgrößenregelungen. messen, steuern, regeln (msr), Berlin 21 (1978) H. 8, S. 441–445.
- Beitrag zur Anwendung des Prinzips der Adaption und des Entwurfes nach der 'Empfindlichkeit' in Mehrgrössenregelungen. Habilitationsschrift (Dissertation B), Technische Hochschule Magdeburg 1979.
- Einordnung, Überblick und Entwicklungstendenzen von Selftuning-Regelungen. Wissenschaftliche Zeitschrift der TH Leipzig 7 (1983) H. 5, S. 285–292.
- Mikrorechnerprogramme zum Entwurf von adaptiven Reglern und Beobachtern. 9. Leipziger Automatisierungskolloquium (LAK):  „Einsatz von Mikrorechnern für Analyse, Entwurf und Simulation von Regelungssystemen“ (LAK-Reihe in Kooperation mit der Kammer der Technik, Leitung: Werner Kriesel). Tagungsmaterial, Leipzig 1986.
- Entwurf robuster adaptiver Systeme ohne Vergleichsmodell. 5. Wissenschaftliche Konferenz „Anlagenautomatisierung“, 20.–22. Mai 1986 in Leipzig. Wissenschaftliche Berichte der TH Leipzig 1986, H. 4, S. 18–20.
- Echtzeitidentifikation zeitvarianter Systeme mit Detektor-Algorithmen.  Fachtagung „Automatisierung“, Dresden 3. bis 5. Februar 1988, Tagungsband 2, S. 69–74.
- Klaus-Peter Schulze,  Klaus-Jürgen Rehberg: Entwurf von adaptiven Systemen. Eine Darstellung für Ingenieure. Verlag Technik, Berlin 1988, ISBN 978-3-341-00293-3.
- Mitautor in: Wissensspeicher Prozessrechentechnik. Fachbuchverlag, Leipzig 1989. Federführung des Autorenkollektivs: Dietrich Balzer und J. Hesse.
- Neue Entwicklungsrichtungen auf dem Gebiet der Adaptionssysteme. Wissenschaftliches Seminar der Fakultät Automatik und Rechentechnik des Kiewer Polytechnischen Instituts (KPI), Kiew 23. Mai 1989, Seminarunterlagen.
- Realisierung einfacher Adaptionsalgorithmen mit Mikrorechner-Reglern. 6. Internationale Wissenschaftliche Konferenz „Anlagenautomatisierung“, Leipzig 22.-24. Mai 1990. Wissenschaftliche Berichte der TH Leipzig 1990, H. 3, S. 115–116.
- Mitautor in: Wissensbasierte Systeme in der Automatisierungstechnik, hrsg. von Dietrich Balzer. Hanser Verlag, München 1992, ISBN 978-3-446-16310-2.
- Klaus-Peter Schulze,  Klaus-Jürgen Rehberg: Entwurf von adaptiven Systemen (Russisch);  Inženernyj analiz adaptivnych sistem. Per. s nemeckogo Z. M. Bačmanovoj ... pod red. A. S. Bondarevskogo. Naučnoe izd. Mir, Moskva 1992, ISBN 5-03-002118-3.
- Klaus-Peter Schulze (fachliche Betreuung der Übersetzung aus dem Amerikanischen):  Richard C. Dorf &  Robert H. Bishop: Moderne Regelungssysteme. (Modern Control Systems, 10. überarbeitete Auflage). Verlag Pearson Education Deutschland GmbH, 2006, 1168 Seiten.